# 1075

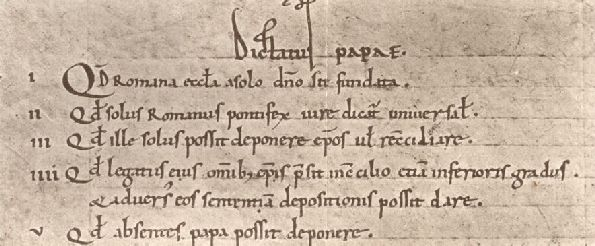
Dictatus papae, een geschrift van paus Gregorius VII uit maart 1075 waarin hij de paus boven wereldlijke machten zoals de keizer stelt.

Het jaar 1075 is het 75e jaar in de 11e eeuw volgens de christelijke jaartelling.

## Gebeurtenissen
- Paus Gregorius VII en koning Hendrik IV komen in conflict naar aanleiding van de keuze van een bisschop van Milaan. Hendrik verklaart Gregorius als afgezet te beschouwen. De investituurstrijd komt tot uitbarsting.
- 9 juni - Slag bij Langensalza: Hendrik IV verslaat een verbond van in opstand gekomen Saksische edelen.
- 27 oktober - De Saksische opstandelingen geven zich formeel over.
- Vanwege zijn rol in de Saksische opstand worden Egbert II van Meissen al zijn gebieden ontnomen. Meißen komt aan Vratislav II van Bohemen, Friesland aan de bisschop van Utrecht. Egbert weet echter Meißen en Brunswijk binnen een jaar weer terug te veroveren.
- De Chinese Song-dynastie zet druk op Vietnam in de hoop het te onderwerpen.
- Adam van Bremen schrijft Descriptio insularum Aquilonis, een beschrijving van land, volken en kerk van Scandinavië.
- Voor het eerst genoemd: Dilbeek, Montzen, Oeffelt, Komárno, Santurtzi, Žiar nad Hronom.

## Opvolging
- Abbasiden (kalifaat van Bagdad) - Al-Qa'im opgevolgd door Al-Muqtadi
- Patriarch van Antiochië (Grieks-orthodox) - Aemilianus opgevolgd door Theodosius II
- Patriarch van Antiochië (Syrisch-orthodox) - Baselius II opgevolgd door Johannes Abdun
- Patriarch van Constantinopel - Johannes VIII opgevolgd door Cosmas I
- Gwynedd - Bleddyn ap Cynfyn opgevolgd door zijn neef(?) Trahaearn ap Caradog
- Kleef - Rutger II opgevolgd door zijn zoon Diederik II
- Kroatië - Slavić opgevolgd door Dmitar Zvonimir
- Luik - Dietwin opgevolgd door Hendrik van Verdun
- Oostenrijk - Ernst de Strijdbare opgevolgd door zijn zoon Leopold II
- Bisdom Rochester - Siward opgevolgd door Arnost
- Toledo - al-Ma'mun opgevolgd door al-Qadir

## Geboren
- begin juni - Lotharius III, koning en keizer van het Heilige Roomse Rijk (1125-1137)
- Juda Halevi, joods-Andalusisch dichter (jaartal bij benadering)
- Manasses I, graaf van Guînes (1091-1137)

## Overleden
- 9 juni - Gebhard van Supplinburg, Duits edelman
- 10 juni - Ernst de Strijdbare (~47), markgraaf van Oostenrijk (1055-1075)
- 23 juni - Dietwin, prins-bisschop van Luik (1048-1075)
- 30 oktober - Siward, bisschop van Rochester (1058-1075)
- 4 december - Anno II (~65), aartsbisschop van Keulen (1056-1075)
- 19 december - Edith van Wessex (~46), echtgenote van Eduard de Belijder
- Bleddyn ap Cynfyn, koning van Gwynedd
- Ottokar I van Stiermarken, Duits edelman
- Rutger II, graaf van Kleef (1050-1075)
- Yahya ibn Ismail al-Ma'mun, emir van Toledo (1043-1075)
- Anna van Kiev, echtgenote van Hendrik I van Frankrijk (vermoedelijke jaartal)